# Ryan Mattheus
Ryan Brent Mattheus (né le 10 novembre 1983 à Galt, Californie, États-Unis) est un ancien lanceur droitier des Ligues majeures de baseball.

## Carrière
Ryan Mattheus est drafté en 19e ronde par les Rockies du Colorado en 2003. Il amorce sa carrière professionnelle en ligues mineures où il est à l'origine est lanceur partant avec des clubs affiliés aux Rockies. Converti en lanceur de relève au fil des, Mattheus est échangé en compagnie d'un autre lanceur, le droitier des ligues mineures Robinson Fabian, aux Nationals de Washington, qui cèdent aux Rockies le lanceur gaucher Joe Beimel.
Mattheus fait ses débuts dans les majeures à l'âge de 27 ans, lançant en relève le 14 juin 2011 pour les Nationals de Washington face aux Cardinals de Saint-Louis. Il maintient une moyenne de points mérités de 2,81 en 35 sorties et 32 manches lancées avec les Nationals en 2011. Gagnant de deux parties contre deux défaites, il remporte sa première victoire dans les majeures le 2 juillet contre les Pirates de Pittsburgh.
Il contribue aux succès des Nationals, qui gagnent le titre de la division Est de la Ligue nationale en 2012, avec une moyenne de points mérités de seulement 2,85 en 66 parties jouées et 66 manches et un tiers lancées.
Il connaît une difficile 2013 comme en témoigne sa moyenne de 6,37 points mérités par partie après 37 matchs et 35 manches et un tiers lancées. Après avoir accordé 5 points aux Padres de San Diego le 19 mai, Mattheus donne un coup de poing sur un casier dans le vestiaire et se casse la main droite, ce qui le garde à l'écart du jeu pendant plus de deux mois. 
Il fait son dernier tour de piste avec Washington en 2014, n'accordant qu'un point en 7 parties. En 4 ans chez les Nationals, sa moyenne de points mérités s'élève à 3,60 en 142 manches et un tiers lancées, avec 7 victoires et 7 défaites en 145 matchs.
Il rejoint les Angels de Los Angeles en janvier 2015 mais n'apparaît que dans un match de ce club avant d'être réclamé au ballottage par les Reds de Cincinnati le 13 mai 2015. Sa moyenne de points mérités se chiffre à 4,02 au total en 2015, après 56 manches lancées et 58 matchs joués, dont 55 et 57 respectivement pour Cincinnati.